# Eidolon helvum
Roussette paillée africaine, Roussette jaune, Roussette des palmiers africaine
Espèce
Statut de conservation UICN

 NT  : Quasi menacé
La Roussette paillée africaine, Roussette jaune, ou encore Roussette des palmiers africaine est une espèce de grandes chauves-souris frugivore d'Afrique.

## Description
C'est l'une des plus grandes espèces de chauves-souris frugivores. Les mâles sont légèrement plus gros que les femelles. La longueur de la tête et du corps serait comprise entre 14 et 22 cm. Les ‘poids’ varient entre 230 et 350 g. Les ailes sont grandes, sombres et étroites, ce qui permet à la chauve-souris de voler sur de longues distances et de ne pas dépenser autant d'énergie à les battre beaucoup[pas clair]. L'envergure peut atteindre 75 cm. Contrairement à ce que peut indiquer son nom commun, E. helvum n'est pas entièrement de couleur paille. Sa face ventrale est d'une couleur plus terne de brun ou de gris. La tête est grande et pointue avec de grands yeux et aucune marque blanche sur la face.
Ces animaux se perchent généralement dans de grands arbres le jour, car ils sont nocturnes.

## Répartition et habitat
Cette chauve-souris est présente en Afrique, à Madagascar et dans le sud-ouest de la Péninsule Arabique. En Afrique, elle peuple la zone subsaharienne ouest, le bassin congo-gabonais et l’Afrique centrale, une partie du haut Sahara, et le pourtour côtier de la corne sud du continent. 
L’espèce occupe un large éventail d'habitats, des forêts côtières aux régions sèches et arides, voire dans les mangroves, même si l'habitat principal reste les forêts tropicales humides en raison de l'abondance de nourriture. En termes d’altitude, on les retrouve depuis la côte jusqu’à 2000 m.

## Alimentation

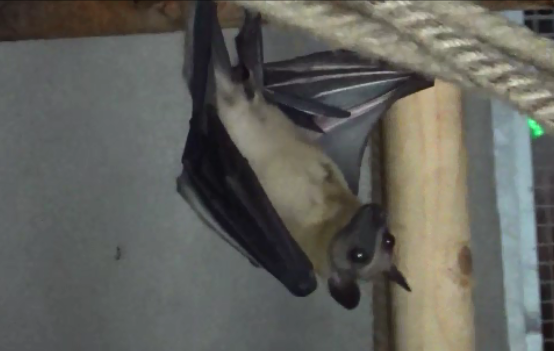
E. helvum au Parc zoologique de Paris.

Eidolon helvum est principalement frugivore. Elle se nourrit aussi du nectar de la fleur de baobab, de pollen et de bourgeons.